# Beaumont (Gers)
Beaumont település Franciaországban, Gers megyében. Lakosainak száma 125 fő (2022. január 1.). Beaumont Larressingle, Larroque-sur-l’Osse, Lauraët, Montréal és Mouchan községekkel határos.

## Népesség
A település népességének változása:
| Lakosok száma | 144  | 105  | 112  | 101  | 145  | 140  | 136  | 133  | 128  | 125  |
|               | 1968 | 1982 | 1999 | 2006 | 2011 | 2015 | 2017 | 2018 | 2020 | 2022 |